# Heinrich Ringklib
Heinrich Wilhelm Ringklib (* 30. Dezember 1819 in Lüneburg; † 17. Juni 1886 in Wienhausen) war ein deutscher Statistiker, Kalkulator und Klosterverwalter.

## Leben
Der zur Zeit des Königreichs Hannover 1819 in Lüneburg geborene Heinrich Wilhelm Ringklib wirkte in der Stellung eines Kalkulators im Statistischen Büro des Königlich Hannoverschen Innenministeriums.
1854 heiratete er Helene Wilhelmine Rebecca Maria Cannenbley; aus der Ehe gingen vier Kinder hervor.
Ab 1867 wirkte Ringklib als Verwalter des Klosters Wienhausen.
Zu seinen Schriften zählen neben der mit dem Gerichtsschreiber, Stadtkämmerer und Stadtrechnungsführer Hartwig Siburg verfassten Chronik der Stadt Uelzen unter anderem die später als Statistisches Handbuch der Provinz Hannover in mehreren Auflagen erschienene Publikation.

## Schriften
- Ausführliche Beschreibung des im Herbste 1843 in der Umgegend von Lüneburg stattgefundenen grossen Übungs-Lagers des 10. deutschen Bundes-Armee-Corps. Mit einer Karte der Umgegend von Lüneburg, einem Situations-Plane des Lagers und zwei Plänen, resp. vom großen Zapfenstreiche am 4. October und von der großen Parade am 8. October, auch, als Anhang, Darstellung des Gefechts bei Lüneburg, zwischen dem französisch-sächsischen Corps des Generals Morand und den vereinigten Russen und Preußen, unter Dörnberg und Tschernitscheff, am 2. April 1813, Celle: Verlag der E. H. C. Schulze'schen Buchhandlung, 1844; Digitalisat über Google-Bücher
- Statistische Uebersicht der Eintheilung des Königreichs Hannover nach Verwaltungs- und Gerichtsbezirken in Folge der neuen Organisation der Verwaltung und Justiz. Nebst angehängtem statistischem Wörterbuche, welches in alphabetischer Ordnung die Namen aller Ortschaften und Gemeinden im Königreiche, deren Eigenschaft als Stadt, Vorstadt, Flecken, Dorf, Landgut, einzelner Hof u.s.w., so wie die für jeden Ort zuständigen Behörden ... nachweist, Hannover: Druck und Verlag der Schlüter'schen Hofbuchdruckerei, 1852; Digitalisat
  - erschien später unter dem Titel: Statistisches Handbuch der Provinz Hannover, 6. Ausgabe, 1897
- mit Hartwig Siburg: Chronik der Stadt Uelzen, 1859